# 薩卡什維利總統圖書館
薩卡什維利總統圖書館位於格魯吉亞第比利斯，是格魯吉亞第三任總統米哈伊爾·薩卡什維利領導下建立的私人圖書館，於2014年4月22日開館  。閱覽室藏書約6000冊，主題包括政治理論、區域研究、國家安全、法律、歷史、建築、設計和城市規劃。